# 埼玉県道90号大宮停車場線

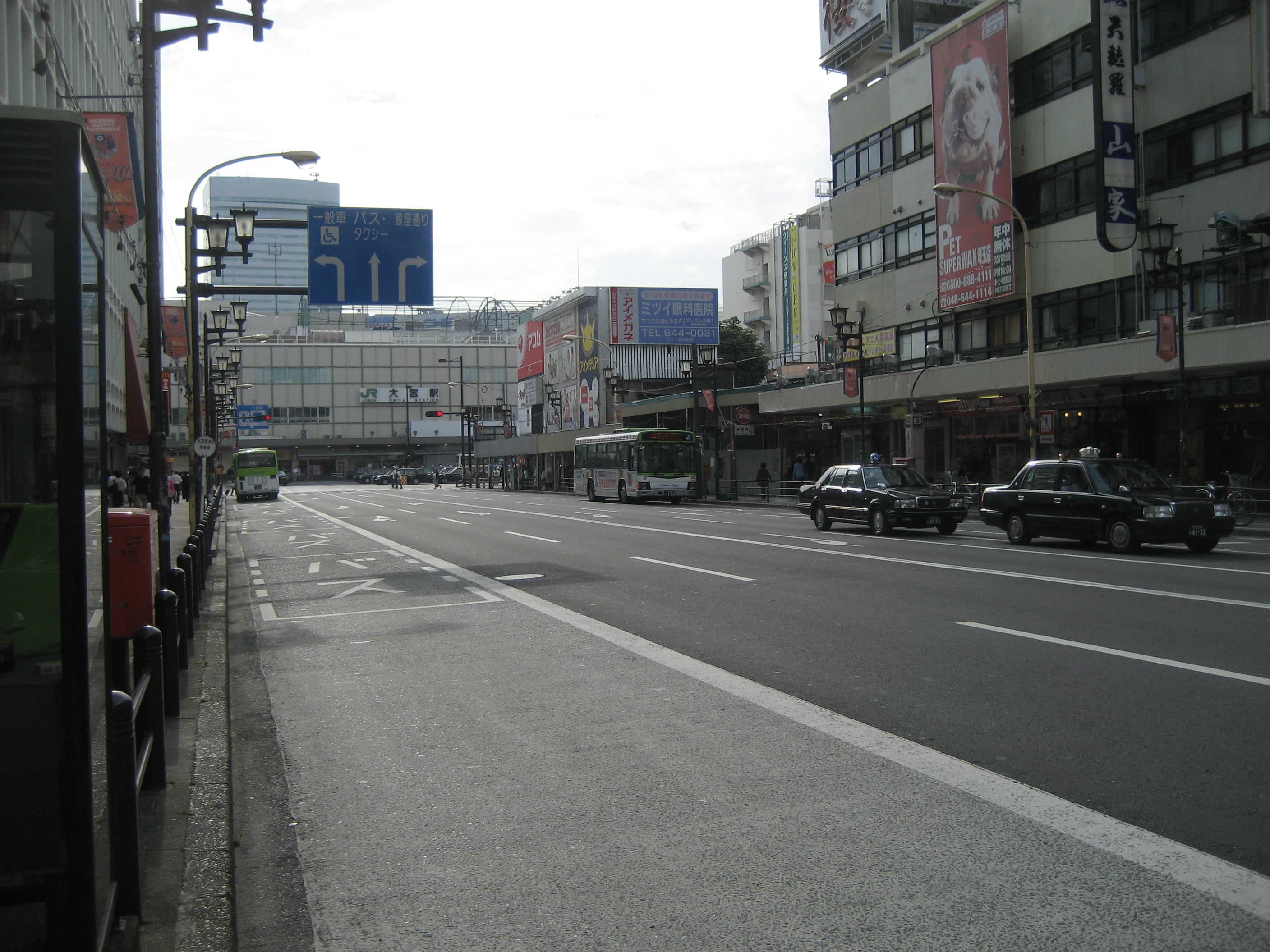
大宮駅東口付近

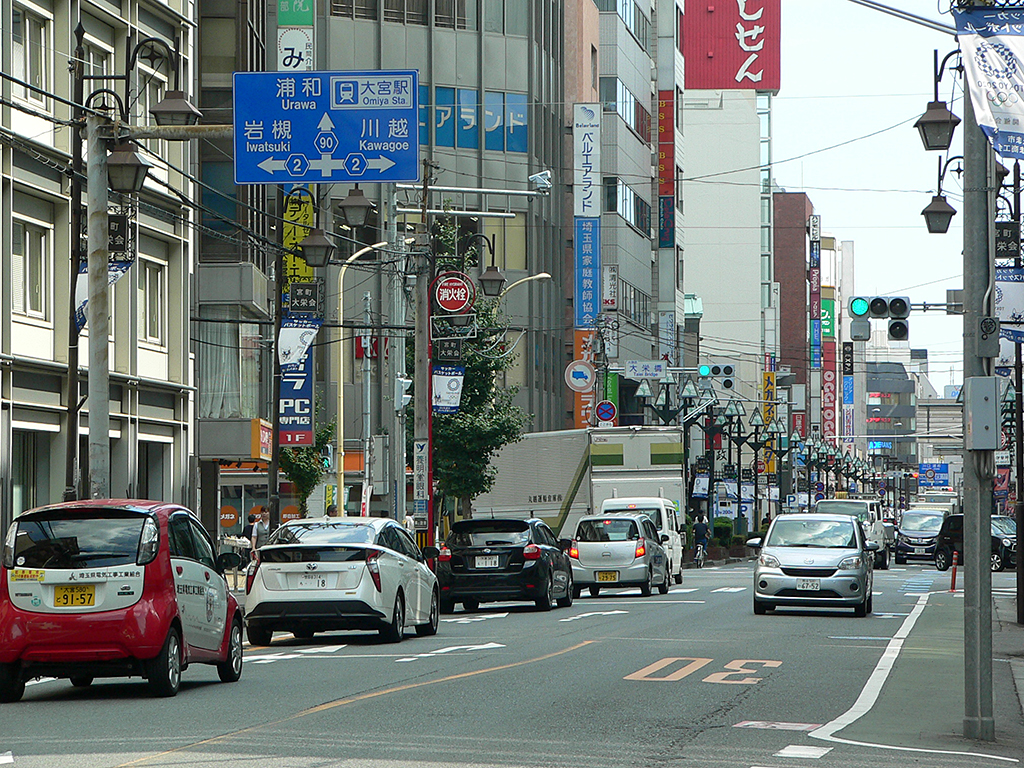
大栄橋交差点付近（浦和方面を撮影）

埼玉県道90号大宮停車場線（さいたまけんどう90ごう おおみやていしゃじょうせん）は、埼玉県さいたま市大宮区にある大宮駅東口への県道（主要地方道）である。

## 概要
埼玉県道2号さいたま春日部線（旧国道16号）と大宮駅東口を結ぶ路線として制定された。ルートは埼玉県道2号さいたま春日部線と「旧中山道」（埼玉県道164号鴻巣桶川さいたま線）が交わる大栄橋交差点を起点として旧中山道を南下し、駅前通りである「大宮中央通り」とのスクランブル交差点で西へ折れ、大宮駅前へ至る。
大宮駅東口の駅前広場（バス乗り場）が手狭であるため、この道路の中山道交点まで道の両側が停留所として整備されている。この区間のみ、バス停を含めて6車線（片側3車線）で整備されている。
旧中山道を利用する区間は片側1車線である。両側歩道付きで、電線地中化の整備が済んでいるが、東西南北から集まる車と、交錯する自転車・歩行者により、終日慢性的な渋滞を起こしている。

### 路線データ
- 大宮停車場（さいたま市大宮区）
- さいたま市大宮区宮町（大栄橋交差点、埼玉県道2号さいたま春日部線交点）

## 歴史
- 1993年（平成5年）5月11日 - 建設省から、県道大宮停車場線が大宮停車場線として主要地方道に指定される[1]。

## 路線状況

### 重複区間
- 埼玉県道164号鴻巣桶川さいたま線（さいたま市大宮区大門町 - 終点）

### 交通データ
- 平成22年（2010年）度道路交通センサスによる大宮停車場線の交通データについて、以下の通りになっている（観測地点：埼玉県さいたま市大宮区大門町1丁目32）[2]。
  - 24時間自動車交通量では上下合わせて、小型車8,020台、大型車2,078台、合計10,098台。
  - 幅員構成では、道路部幅員15.00ｍ、道路幅員8.00m、車道幅員7.00m、歩道幅員は上下とも3.50m。

## 地理

### 通過する自治体
- さいたま市（大宮区）

## 交差する道路
| 交差する道路                    | 交差する道路                                | 交差点名       | 所在地     | 所在地 |
| ------------------------------- | ------------------------------------------- | -------------- | ---------- | ------ |
| 埼玉県道164号鴻巣桶川さいたま線 | 埼玉県道214号新方須賀さいたま線（駅前通り） | 大宮駅東口入口 | さいたま市 | 大宮区 |
| -                               | （一の宮通り）                              | 一番街         | さいたま市 | 大宮区 |
| 埼玉県道2号さいたま春日部線     | 埼玉県道2号さいたま春日部線                 | 大栄橋         | さいたま市 | 大宮区 |

### 沿線にある施設など
- 大宮駅
- 髙島屋 大宮店
- ジャンクガレッジ 大宮駅前店
- 大宮門街
- 楽園 大宮店
- 東横イン 大宮駅東口